# Fred Williamson
Frederick Robert Williamson (nascut el 5 de març de 1938), també conegut com "the Hammer", és un actor estatunidenc i antic jugador de futbol americà professional que va jugar principalment a la American Football League (AFL) durant la dècada de 1960. Williamson ha tingut una intensa carrera cinematogràfica, interpretant com Tommy Gibbs a la pel·lícula de 1973 Black Caesar i la seva seqüela  Hell Up in Harlem. Williamson també va tenir papers en altres pel·lícules de blaxploitation dels anys setanta com ara Hammer (1972), That Man Bolt (1973) i Three the Hard Way (1974).

## Primers anys i educació
Nascut a Gary, Indiana, Williamson va ser l'únic fill nascut de Frank, un soldador i Lydia Williamson. Williamson va assistir a la Froebel High School a Gary, on va córrer i va jugar a futbol. Es va graduar el 1956. Després de l'escola secundària, Williamson va deixar Gary per assistir a la Universitat Northwestern amb una beca d'atletisme.

## Carrera

### Futbol
Després de jugar a futbol universitari a la Northwestern a finals de la dècada de 1950, els San Francisco 49ers van fitxar Williamson com a agent lliure no reclutat.Quan durant el camp d'entrenament va ser canviat a la seva defensa, la seva actitud davant el canvi el va impulsar jugar la seva posició amb massa agressivitat, i l'entrenador dels 49ers li va demanar que deixés de "martellejar" els seus jugadors. Així, "The Hammer" es va popularitzar ràpidament i es va convertir en el seu sobrenom.
Williamson va ser cedit als Pittsburgh Steelers i va jugar un any amb els Steelers a la National Football League la 1960. A continuació, es va traslladar a la nova Lliga de futbol americà. Williamson va jugar quatre temporades per a l'Oakland Raiders de l'AFL, formant l'equip de l'AFL All-Star la 1961, 1962, i 1963. També va jugar tres temporades als Kansas City Chiefs de l'AFL. Durant el seu període de jugar als Chiefs, Williamson es va convertir en un dels primers autopromotors del futbol, guanyant-se el sobrenom de "The Hammer" perquè utilitzava el seu avantbraç per llançar cops d'estil karate al cap dels jugadors contraris, especialment els receptors amples. Abans del Super Bowl I, Williamson va aconseguir els titulars nacionals en presumir que deixaria fora del joc els receptors titulars dels Green Bay Packers, Carroll Dale i Boyd Dowler. Va dir: "Dos martells a Dowler, un a Dale haurien de ser suficients".
La seva predicció va resultar irònica perquè "els (Green Bay) van trencar el martell", ja que el mateix Williamson va ser eliminat del joc al quart quart en el camí de la derrota per 35-10. El cap de Williamson va rebre un impacte del genoll del running back Donny Anderson dels Packers. Més tard, Williamson es va trencar un braç pel seu propi company d'equip quan el linebacker dels Chiefs Sherrill Headrick va caure sobre ell. Williamson va acabar la seva carrera de futbol professional de vuit temporades el 1967 amb una història de moltes entrades dures, passades eliminades i 36 passades interceptades en 104 partits. Williamson va tornar les seves intercepcions per 479 iardes i dos touchdowns. Després de signar amb els Montreal Alouettes de la Canadian Football League durant la temporada 1968, però sense haver jugat cap partit de lliga, Williamson es va retirar.

### Actuació

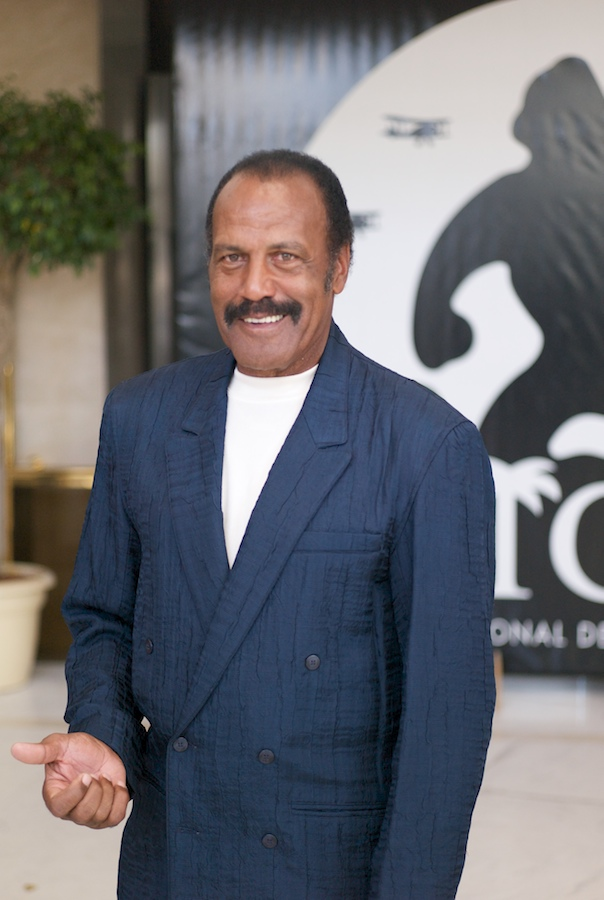
Williamson al Festival de Cinema de Sitges, Octubre de 2008.

Williamson es va convertir en un actor molt en el motlle de l'estrella running back Jim Brown. Va actuar al costat de Brown en pel·lícules com Three the Hard Way (1974), Take a Hard Ride (1975),  One Down, Two to Go (1982), que també comptava amb Jim Kelly. Altres pel·lícules amb Brown van ser Original Gangstas (1996) i On the Edge (2002). Williamson també va ser protagonista convidada amb Brown en diversos papers televisius. L'octubre de 1973, Williamson va posar nu per a la revista Playgirl, avançant-se a l'aparició de Brown el 1974. Els primers papers de Williamson a televisió van incloure un paper a l'episodi "Els guardians dels núvols" de Star Trek (1969), en el qual va interpretar a Anka. També va interpretar l'interès amorós de Diahann Carroll a la sitcom Julia. En una entrevista per al DVD de Bronx Warriors, Williamson va declarar que el seu paper a Julia va ser creat per a ell quan va convèncer els productors que la comunitat negra estava molesta perquè Julia tingués un xicot diferent cada setmana.
Els primers treballs cinematogràfics de Williamson van incloure papers a M*A*S*H (1970) i a Tell Me That You Love Me, Junie Moon  (1970). Va retratar un esclau fugit que fuig cap a l'oest a The Legend of Nigger Charley (1972). Va interpretar el paper d'un gangster afroamericà a la pel·lícula Black Caesar (1973) i la seva seqüela posterior, Hell Up in Harlem (also 1973). Williamson també va protagonitzar el western de 1975 Boss Nigger, en la qual va interpretar el paper principal. Després d'això va aparèixer com a actor en diverses pel·lícules, la majoria de les quals es consideren del gènere "blaxploitation". Williamson va protagonitzar al costat de Peter Boyle i Eli Wallach la pel·lícula Crazy Joe (1974).
Williamson va protagonitzar la sèrie de curta durada Half Nelson (1985). A mitjans i finals dels anys vuitanta i principis dels noranta, Williamson va aparèixer amb freqüència a la televisió com a portaveu del licor de malta King Cobra ("No deixis que el gust suau t'enganyi". ), igual que el seu company actor/artista marcial Martin Kove. El 1994, Williamson, juntament amb molts altres actors negres de l'era cinematogràfica 'Blaxploitation' (és a dir, Antonio Fargas, Pam Grier, Rudy Ray Moore i Ron O'Neal) va fer un cameo al vídeo musical de Snoop Doggy Dogg "Doggy Dogg World", on apareix com ell mateix fent servir el seu sobrenom de futbolista. "The Hammer". Williamson va protagonitzar amb George Clooney i Quentin Tarantino Obert fins a la matinada (1996), dirigida per Robert Rodriguez. Va formar part del repartiment de l'original Quel maledetto treno blindato (1978), que més tard inspiraria la pel·lícula similar de Tarantino de 2009.
Williamson va continuar la seva carrera com a actor i director al segle XXI, apareixent a la pel·lícula de reinici Starsky & Hutch (2004) derivada de la  sèrie de televisió.

### Monday Night Football
El 1974, Williamson va ser contractat per la cadena de televisió ABC per servir com a comentarista de color a Monday Night Football, en substitució de Don Meredith, que havia marxat per seguir una carrera d'actor i de radiodifusió a la cadena rival NBC. Williamson va aparèixer en algunes emissions de pretemporada, però ràpidament es va considerar no adequat per ABC. Va ser rellevat de les seves funcions a l'inici de la temporada regular, convertint-se en la primera personalitat de la MNF que no va aguantar durant tota una temporada. Va ser substituït pel seu exjugador (i també nadiu de Gary, Indiana) Alex Karras.

### Treballant amb la camarilla d'actors
Williamson ha protagonitzat diverses pel·lícules amb Bo Svenson. Inclouen Quel maledetto treno blindato (1978), Deadly Impact (1984), Delta Force Commando (1987), The Kill Reflex (1989), Three Days to a Kill (1991), i Steele's Law (1991)

### Direcció i producció
Des de la dècada de 1970, Williamson ha fet una altra carrera com a director i productor. La seva primera pel·lícula com a productor va ser Boss Nigger (1975), que també va protagonitzar. La seva segona pel·lícula com a productor va ser amb Mean Johnny Barrows (1976), un predecessor de les pel·lícules Rambo que presentaven de manera similar una trama de veterà de Vietnam violent (tot i que la novel·la First Blood en la que es va basar la pel·lícula Acorralet va ser escrita el 1972). Des de llavors ha dirigit més de 20 llargmetratges. A mitjans de la dècada de 1970, Williamson es va traslladar a Roma, Itàlia, i va formar la seva pròpia companyia Po' Boy Productions, que va començar a produir artistes d'acció com Adios Amigo (1976) i Death Journey (1976), ambdues protagonitzades i dirigides per Williamson. Encara que els seus esforços més recents com a director i productor han estat principalment directe a vídeo, Williamson continua sent un cineasta actiu.

## Vida personal
Williamson s'ha casat dues vegades. Es va caasar per primer cop amb Ginette Lavonda des del 1960 fins al 1967. Williamson està casat amb Linda Williamson des de 1988. Williamson té almenys tres fillsperò algunes fonts afirmen que en té almenys sis. Williamson té cinturons negres a Kenpō, Kàrate Shotokan i taekwondo. Des de 1997, Williamson té una casa a Palm Springs (Califòrnia).

## Filmografia
| Any       | Títol                                     | Paper                                       | Notes                                                                    |
| --------- | ----------------------------------------- | ------------------------------------------- | ------------------------------------------------------------------------ |
| 1968      | IIronside                                 | Det. Sgt. La Peer                           | Sèrie de televisió                                                       |
| 1969      | The Outsider                              | Randall                                     | Sèrie de televisió                                                       |
| 1969      | Star Trek: The Original Series            | Anka                                        | Sèrie de televisió; temporada 3, episodi 21, "Els guardians dels núvols" |
| 1969      | The Bold Ones: The Protectors             | Arnold Bartell/Officer Williams             | Sèrie de televisió                                                       |
| 1969–1971 | Julia                                     | Steve Bruce/Dave Boyd                       | Sèrie de televisió                                                       |
| 1970      | M*A*S*H                                   | Dr. Oliver 'Spearchucker' Jones             |                                                                          |
| 1970      | Tell Me That You Love Me, Junie Moon      | Beach Boy                                   |                                                                          |
| 1972      | The Legend of Nigger Charley              | Nigger Charley                              |                                                                          |
| 1972      | Hammer                                    | B.J. Hammer                                 |                                                                          |
| 1972–1974 | Soul Train                                | Guest                                       | Sèrie de televisió                                                       |
| 1973      | Black Caesar                              | Tommy Gibbs                                 |                                                                          |
| 1973      | The Soul of Nigger Charley                | Charley                                     |                                                                          |
| 1973      | Hell Up in Harlem                         | Tommy Gibbs                                 |                                                                          |
| 1973      | That Man Bolt                             | Jefferson Bolt                              |                                                                          |
| 1973–1976 | Police Story                              | Sergent Bunny Green/Snake McKay             | Sèrie de televisió                                                       |
| 1974      | Crazy Joe                                 | Willy                                       |                                                                          |
| 1974      | Three Tough Guys                          | Joe Snake                                   |                                                                          |
| 1974      | Black Eye                                 | Shep Stone                                  |                                                                          |
| 1974      | Three the Hard Way                        | Jagger Daniels                              |                                                                          |
| 1974      | The Rookies                               | Johnny Barrows                              | Sèrie de televisió                                                       |
| 1975      | Boss Nigger                               | Boss Nigger                                 |                                                                          |
| 1975      | Bucktown                                  | Duke Johnson                                |                                                                          |
| 1975      | Take a Hard Ride                          | Tyree                                       |                                                                          |
| 1975      | Mean Johnny Barrows                       | Johnny Barrows                              |                                                                          |
| 1975      | The New Spartans                          | Lincoln Jefferson Washington IV             |                                                                          |
| 1976      | Adios Amigo                               | Big Ben                                     |                                                                          |
| 1976      | Death Journey                             | Jesse Crowder                               |                                                                          |
| 1976      | No Way Back                               | Jesse Crowder                               |                                                                          |
| 1976      | Blind Rage                                | Jesse Crowder                               |                                                                          |
| 1976      | Joshua                                    | Joshua                                      |                                                                          |
| 1977      | Mr. Mean                                  | Mr. Mean                                    |                                                                          |
| 1978      | Quel maledetto treno blindato             | Pvt. Fred Canfield                          |                                                                          |
| 1978      | Wheels                                    | Leonard Wingate                             | Minisèrie                                                                |
| 1979      | Supertrain                                | Al Roberts                                  | Sèrie de televisió                                                       |
| 1979      | CHiPs                                     | Ty                                          | Sèrie de televisió                                                       |
| 1979      | Fantasy Island                            | Jackson Malone                              | Sèrie de televisió                                                       |
| 1980      | Fist of Fear, Touch of Death              | Hammer, the ladies' man                     | Documental                                                               |
| 1981      | Lou Grant                                 | Crusher Carter                              | Sèrie de televisió                                                       |
| 1981      | Fear In The City                          | John Dikson                                 |                                                                          |
| 1982      | Vigilante                                 | Nick                                        |                                                                          |
| 1982      | 1990: The Bronx Warriors                  | The Ogre                                    |                                                                          |
| 1982      | One Down, Two to Go                       | Cal                                         |                                                                          |
| 1982      | The New Barbarians                        | Nadir                                       | 'Warriors of the Wasteland                                               |
| 1983      | The Last Fight                            | Jesse Crowder                               |                                                                          |
| 1983      | The Big Score                             | Detective Frank Hooks                       |                                                                          |
| 1983      | Warrior of the Lost World                 | Henchman                                    |                                                                          |
| 1984      | Warriors of the Year 2072                 | Abdul                                       | AKA The New Gladiators                                                   |
| 1984      | Deadly Impact                             | Lou                                         |                                                                          |
| 1985      | Half Nelson                               | Chester Long                                | Sèrie de televisió                                                       |
| 1985      | The Equalizer                             | Lt. Mason Warren                            | Sèrie de televisió                                                       |
| 1985      | White Fire                                | Noah Barclay                                |                                                                          |
| 1986      | Foxtrap                                   | Thomas Fox                                  |                                                                          |
| 1986      | The Messenger                             | Jake Sebastian Turner                       |                                                                          |
| 1987      | Black Cobra                               | Detective Robert Malone                     |                                                                          |
| 1987      | Inglorious Bastards 2: Hell's Heroes      | Feather                                     |                                                                          |
| 1988      | Delta Force Commando                      | Capt. Samuel Beck                           |                                                                          |
| 1988      | Amen                                      | Barnet Thompson                             | Sèrie de televisió                                                       |
| 1988      | Taxi Killer                               |                                             |                                                                          |
| 1988      | Deadly Intent                             | Curt Slate                                  |                                                                          |
| 1989      | Black Cobra 2                             | Lt. Robert 'Bob' Malone                     |                                                                          |
| 1990      | The Kill Reflex                           | Soda Cracker                                |                                                                          |
| 1990      | Delta Force Commando II: Priority Red One | Captain Sam Back                            |                                                                          |
| 1990      | Black Cobra 3                             | Lt. Robert Malone                           |                                                                          |
| 1991      | Black Cobra 4                             | Det. Robert Malone                          |                                                                          |
| 1991      | Steele's Law                              | Lt. John Steele                             |                                                                          |
| 1992      | Three Days to a Kill                      | Cal                                         |                                                                          |
| 1992      | State Of Mind                             | Loomis                                      |                                                                          |
| 1992      | Deceptions                                | Brady                                       |                                                                          |
| 1993      | South Beach                               | Mack Derringer                              |                                                                          |
| 1994      | Renegade                                  | Jean Luc Leveaux                            | Sèrie de televisió                                                       |
| 1995      | Silent Hunter                             | Sheriff Mantee                              |                                                                          |
| 1996      | Obert fins a la matinada                  | Frost                                       |                                                                          |
| 1996      | Original Gangstas                         | John Bookman                                |                                                                          |
| 1996      | Arliss                                    | Fred Williamson                             | Sèrie de televisió                                                       |
| 1997      | Night Vision                              | com Dakota 'Dak' Smith                      |                                                                          |
| 1997      | Pitch                                     | Ell mateix                                  | Documental                                                               |
| 1997–1998 | Fast Track                                | Lowell Carter                               | Sèrie de televisió                                                       |
| 1998      | Ride                                      | Casper's Dream Dad                          |                                                                          |
| 1998      | Blackjack                                 | Tim Hastings                                | TV movie                                                                 |
| 1998      | Children of the Corn V: Fields of Terror  | Sheriff Skaggs                              |                                                                          |
| 1998      | Psi Factor                                | Fred Milton Di genova/Fred Milton Di Genova | Sèrie de televisió                                                       |
| 1998      | Whatever It Takes                         | Paulie Salano                               |                                                                          |
| 2000      | Active Stealth                            | Capt. Reynolds                              |                                                                          |
| 2000      | Submerged                                 | Captain Masters                             |                                                                          |
| 2000      | Down 'n Dirty                             | Dakota Smith                                |                                                                          |
| 2000      | The Jamie Foxx Show                       | Himself                                     | Sèrie de televisió                                                       |
| 2000      | The Independent                           | Himself                                     |                                                                          |
| 2001      | Deadly Rhapsody                           | Jake                                        |                                                                          |
| 2001      | Carmen: A Hip Hopera                      | Lou                                         | TV movie                                                                 |
| 2001      | Shadow Fury                               | Sam                                         |                                                                          |
| 2001      | The Rage Within                           | Dakota Smith                                |                                                                          |
| 2002      | On the Edge                               | Dakota Smith                                |                                                                          |
| 2002      | Sexual Preadator Alert                    | Host                                        | Sèrie de televisió                                                       |
| 2004      | Starsky & Hutch                           | Captain Doby                                |                                                                          |
| 2004      | If Love Hadn't Left Me Lonely             | Willie Brownlee Davis                       |                                                                          |
| 2005      | Ned's Declassified School Survival Guide  | Coach Stax                                  | Sèrie de televisió                                                       |
| 2005      | Transformed                               | The Hammer                                  |                                                                          |
| 2006      | Spaced Out                                | The Hammer                                  |                                                                          |
| 2006      | Crooked                                   | Jack Paxton                                 |                                                                          |
| 2007      | Vegas Vampires                            | Fred Pittman                                |                                                                          |
| 2007      | Fighting Words                            | Gabriel                                     |                                                                          |
| 2007      | Revamped                                  | Captain Michaels                            |                                                                          |
| 2007–2008 | Hello Paradise                            |                                             | Sèrie de televisió                                                       |
| 2009      | Knight Rider                              | DEA Director                                | Sèrie de televisió                                                       |
| 2009      | Pushing Daisies                           | Roland 'Rollie' Stingwell                   | Sèrie de televisió                                                       |
| 2010      | Shoot the Hero!                           | The General                                 |                                                                          |
| 2010      | Street Poet                               | Gabriel                                     |                                                                          |
| 2010      | Zombie Apocalypse: Redemption             | Moses                                       |                                                                          |
| 2012      | The Voices from Beyond                    | Agent Farley                                |                                                                          |
| 2012      | Last Ounce of Courage                     | Warren Hammerschmidt                        |                                                                          |
| 2012      | Dropping Evil                             | Commander Death Blood                       |                                                                          |
| 2012–2015 | Comedy Bang! Bang!                        | Chief/Dale's Boss                           | Sèrie de televisió                                                       |
| 2013      | .357                                      | Hammer                                      |                                                                          |
| 2014      | Billy Trigger                             | Pops                                        |                                                                          |
| 2014–2016 | Real Husbands of Hollywood                | Jet Black                                   | Sèrie de televisió                                                       |
| 2015      | Atomic Eden                               | Stoker - The Leader                         |                                                                          |
| 2017      | Check Point                               | Chester                                     |                                                                          |
| 2017      | Being Mary Jane                           | Frank Pearl                                 | Sèrie de televisió                                                       |
| 2017      | A Chance in the World                     | Charlie                                     |                                                                          |
| 2018      | Unkillable                                | Master Lee                                  |                                                                          |
| 2018      | Jackson Bolt                              | Tommy                                       |                                                                          |
| 2018      | A Stone Cold Christmas                    | Mark Kurt                                   |                                                                          |
| 2019      | Bodyguard Wars                            |                                             |                                                                          |
| 2019      | VFW                                       | Abe Hawkins                                 |                                                                          |
| 2021      | Devil's Triangle                          | Pluto                                       |                                                                          |